# Lista över fornlämningar i Säffle kommun (Gillberga)
Lista över fornlämningar i Säffle kommun (Gillberga) är en förteckning av ett urval av de fornlämningar som finns i Gillberga i Säffle kommun.
| Namn                          | Lämningstyp                      | Tillkomsttid | Historisk indelning | Plats | Läge                 | ID-nr          | Bild                                 |
| ----------------------------- | -------------------------------- | ------------ | ------------------- | ----- | -------------------- | -------------- | ------------------------------------ |
| Gillberga 2:1                 | Stenkammargrav                   |              | Gillberga, Värmland |       | 59.247631, 12.746797 | 10213800020001 | Ladda upp en bild av detta fornminne |
| Gillberga 3:1                 | Stenkammargrav                   |              | Gillberga, Värmland |       | 59.252994, 12.700160 | 10213800030001 | Ladda upp en bild av detta fornminne |
| Gillberga 4:1                 | Röse                             |              | Gillberga, Värmland |       | 59.252852, 12.718181 | 10213800040001 | Ladda upp en bild av detta fornminne |
| Gillberga 5:1                 | Röse                             |              | Gillberga, Värmland |       | 59.252119, 12.724557 | 10213800050001 | Ladda upp en bild av detta fornminne |
| Gillberga 6:1                 | Stenkammargrav                   |              | Gillberga, Värmland |       | 59.260246, 12.743589 | 10213800060001 | Ladda upp en bild av detta fornminne |
| Gillberga 7:1                 | Stensättning                     |              | Gillberga, Värmland |       | 59.260499, 12.740628 | 10213800070001 | Ladda upp en bild av detta fornminne |
| Gillberga 7:2                 | Stensättning                     |              | Gillberga, Värmland |       | 59.260581, 12.740332 | 10213800070002 | Ladda upp en bild av detta fornminne |
| Gillberga 8:1                 | Stenkammargrav                   |              | Gillberga, Värmland |       | 59.258317, 12.697378 | 10213800080001 | Ladda upp en bild av detta fornminne |
| Kungshögen (Gillberga 10:1)   | Hög                              |              | Gillberga, Värmland |       | 59.283126, 12.778734 | 10213800100001 | Ladda upp en bild av detta fornminne |
| Gillberga 11:1                | Hög                              |              | Gillberga, Värmland |       | 59.282437, 12.783230 | 10213800110001 | Ladda upp en bild av detta fornminne |
| Gillberga 11:2                | Hög                              |              | Gillberga, Värmland |       | 59.282599, 12.783365 | 10213800110002 | Ladda upp en bild av detta fornminne |
| Gillberga 13:1                | Stensättning                     |              | Gillberga, Värmland |       | 59.270406, 12.776451 | 10213800130001 | Ladda upp en bild av detta fornminne |
| Gillberga 14:1                | Stensättning                     |              | Gillberga, Värmland |       | 59.274801, 12.775566 | 10213800140001 | Ladda upp en bild av detta fornminne |
| Gillberga 14:2                | Stensättning                     |              | Gillberga, Värmland |       | 59.274561, 12.775610 | 10213800140002 | Ladda upp en bild av detta fornminne |
| Gillberga 14:3                | Stensättning                     |              | Gillberga, Värmland |       | 59.274756, 12.775346 | 10213800140003 | Ladda upp en bild av detta fornminne |
| Gillberga 15:1                | Hög                              |              | Gillberga, Värmland |       | 59.275082, 12.772710 | 10213800150001 | Ladda upp en bild av detta fornminne |
| Gillberga 18:1                | Stensättning                     |              | Gillberga, Värmland |       | 59.286550, 12.764786 | 10213800180001 | Ladda upp en bild av detta fornminne |
| Gillberga 18:2                | Hög                              |              | Gillberga, Värmland |       | 59.286530, 12.765006 | 10213800180002 | Ladda upp en bild av detta fornminne |
| Gillberga 18:3                | Stensättning                     |              | Gillberga, Värmland |       | 59.286423, 12.764949 | 10213800180003 | Ladda upp en bild av detta fornminne |
| Gillberga 19:1                | Hög                              |              | Gillberga, Värmland |       | 59.285197, 12.763675 | 10213800190001 | Ladda upp en bild av detta fornminne |
| Gillberga 22:1                | Stensättning                     |              | Gillberga, Värmland |       | 59.293653, 12.778440 | 10213800220001 | Ladda upp en bild av detta fornminne |
| Gillberga 23:1                | Stensättning                     |              | Gillberga, Värmland |       | 59.288556, 12.796301 | 10213800230001 | Ladda upp en bild av detta fornminne |
| Gillberga 23:3                | Stensättning                     |              | Gillberga, Värmland |       | 59.288368, 12.796215 | 10213800230003 | Ladda upp en bild av detta fornminne |
| Gillberga 27:1                | Stensättning                     |              | Gillberga, Värmland |       | 59.325099, 12.854767 | 10213800270001 | Ladda upp en bild av detta fornminne |
| Gillberga 28:1                | Röse                             |              | Gillberga, Värmland |       | 59.327208, 12.742991 | 10213800280001 | Ladda upp en bild av detta fornminne |
| Gillberga 29:1                | Hög                              |              | Gillberga, Värmland |       | 59.326520, 12.765275 | 10213800290001 | Ladda upp en bild av detta fornminne |
| Gillberga 29:2                | Hög                              |              | Gillberga, Värmland |       | 59.326665, 12.765318 | 10213800290002 | Ladda upp en bild av detta fornminne |
| Gillberga 30:1                | Gravfält                         |              | Gillberga, Värmland |       | 59.321812, 12.779657 | 10213800300001 | Ladda upp en bild av detta fornminne |
| Gillberga 32:1                | Hög                              |              | Gillberga, Värmland |       | 59.322349, 12.754582 | 10213800320001 | Ladda upp en bild av detta fornminne |
| Gillberga 33:1                | Stensättning                     |              | Gillberga, Värmland |       | 59.321130, 12.760689 | 10213800330001 | Ladda upp en bild av detta fornminne |
| Gillberga 33:2                | Stensättning                     |              | Gillberga, Värmland |       | 59.320950, 12.760407 | 10213800330002 | Ladda upp en bild av detta fornminne |
| Gillberga 34:1                | Stensättning                     |              | Gillberga, Värmland |       | 59.308893, 12.758564 | 10213800340001 | Ladda upp en bild av detta fornminne |
| Gillberga 34:2                | Hög                              |              | Gillberga, Värmland |       | 59.308796, 12.758971 | 10213800340002 | Ladda upp en bild av detta fornminne |
| Gillberga 36:1                | Röse                             |              | Gillberga, Värmland |       | 59.310356, 12.769576 | 10213800360001 | Ladda upp en bild av detta fornminne |
| Kanikekullen (Gillberga 37:1) | Röse                             |              | Gillberga, Värmland |       | 59.315876, 12.771358 | 10213800370001 | Ladda upp en bild av detta fornminne |
| Gillberga 42:1                | Stensättning                     |              | Gillberga, Värmland |       | 59.318074, 12.763172 | 10213800420001 | Ladda upp en bild av detta fornminne |
| Gillberga 43:1                | Röse                             |              | Gillberga, Värmland |       | 59.337548, 12.763311 | 10213800430001 | Ladda upp en bild av detta fornminne |
| Gillberga 44:1                | Röse                             |              | Gillberga, Värmland |       | 59.337449, 12.766128 | 10213800440001 | Ladda upp en bild av detta fornminne |
| Gillberga 52:1                | Gravfält                         |              | Gillberga, Värmland |       | 59.357526, 12.817143 | 10213800520001 | Ladda upp en bild av detta fornminne |
| Gillberga 53:1                | Hög                              |              | Gillberga, Värmland |       | 59.351476, 12.808793 | 10213800530001 | Ladda upp en bild av detta fornminne |
| Gillberga 54:1                | Hög                              |              | Gillberga, Värmland |       | 59.379981, 12.823788 | 10213800540001 | Ladda upp en bild av detta fornminne |
| Gillberga 54:2                | Hög                              |              | Gillberga, Värmland |       | 59.380061, 12.823760 | 10213800540002 | Ladda upp en bild av detta fornminne |
| Gillberga 54:3                | Hög                              |              | Gillberga, Värmland |       | 59.380045, 12.823532 | 10213800540003 | Ladda upp en bild av detta fornminne |
| Gillberga 55:1                | Stensättning                     |              | Gillberga, Värmland |       | 59.365442, 12.805349 | 10213800550001 | Ladda upp en bild av detta fornminne |
| Gillberga 57:1                | Stensättning                     |              | Gillberga, Värmland |       | 59.391355, 12.792751 | 10213800570001 | Ladda upp en bild av detta fornminne |
| Kungshögen (Gillberga 68:1)   | Hög                              |              | Gillberga, Värmland |       | 59.349975, 12.806409 | 10213800680001 | Ladda upp en bild av detta fornminne |
| Kungshögen (Gillberga 68:2)   | Husgrund, förhistorisk/medeltida |              | Gillberga, Värmland |       | 59.349561, 12.806329 | 10213800680002 | Ladda upp en bild av detta fornminne |
| Gillberga 71:1                | Hög                              |              | Gillberga, Värmland |       | 59.349193, 12.787755 | 10213800710001 | Ladda upp en bild av detta fornminne |
| Gillberga 71:2                | Hög                              |              | Gillberga, Värmland |       | 59.348691, 12.788133 | 10213800710002 | Ladda upp en bild av detta fornminne |
| Gillberga 71:3                | Röse                             |              | Gillberga, Värmland |       | 59.348318, 12.787721 | 10213800710003 | Ladda upp en bild av detta fornminne |
| Gillberga 71:4                | Röse                             |              | Gillberga, Värmland |       | 59.348436, 12.786570 | 10213800710004 | Ladda upp en bild av detta fornminne |
| Gillberga 77:1                | Röse                             |              | Gillberga, Värmland |       | 59.332211, 12.740600 | 10213800770001 | Ladda upp en bild av detta fornminne |
| Gillberga 78:1                | Röse                             |              | Gillberga, Värmland |       | 59.333381, 12.739212 | 10213800780001 | Ladda upp en bild av detta fornminne |
| Gillberga 78:2                | Stenkammargrav                   |              | Gillberga, Värmland |       | 59.333003, 12.738801 | 10213800780002 | Ladda upp en bild av detta fornminne |
| Gillberga 78:3                | Stensättning                     |              | Gillberga, Värmland |       | 59.332623, 12.738714 | 10213800780003 | Ladda upp en bild av detta fornminne |
| Gillberga 79:1                | Stensättning                     |              | Gillberga, Värmland |       | 59.336553, 12.755678 | 10213800790001 | Ladda upp en bild av detta fornminne |
| Gillberga 79:2                | Stensättning                     |              | Gillberga, Värmland |       | 59.336689, 12.755876 | 10213800790002 | Ladda upp en bild av detta fornminne |
| Gillberga 79:3                | Stensättning                     |              | Gillberga, Värmland |       | 59.336384, 12.755846 | 10213800790003 | Ladda upp en bild av detta fornminne |
| Gillberga 79:4                | Stensättning                     |              | Gillberga, Värmland |       | 59.336283, 12.755741 | 10213800790004 | Ladda upp en bild av detta fornminne |
| Gillberga 80:1                | Stensättning                     |              | Gillberga, Värmland |       | 59.332402, 12.757190 | 10213800800001 | Ladda upp en bild av detta fornminne |
| Gillberga 80:2                | Stensättning                     |              | Gillberga, Värmland |       | 59.332601, 12.757376 | 10213800800002 | Ladda upp en bild av detta fornminne |
| Gillberga 80:3                | Stensättning                     |              | Gillberga, Värmland |       | 59.332481, 12.757290 | 10213800800003 | Ladda upp en bild av detta fornminne |
| Gillberga 81:1                | Gravfält                         |              | Gillberga, Värmland |       | 59.330994, 12.795377 | 10213800810001 | Ladda upp en bild av detta fornminne |
| Gillberga 83:1                | Hög                              |              | Gillberga, Värmland |       | 59.331611, 12.772164 | 10213800830001 | Ladda upp en bild av detta fornminne |
| Gillberga 84:1                | Stenkammargrav                   |              | Gillberga, Värmland |       | 59.406944, 12.817411 | 10213800840001 | Ladda upp en bild av detta fornminne |
| Gillberga 87:1                | Gravfält                         |              | Gillberga, Värmland |       | 59.393699, 12.840952 | 10213800870001 | Ladda upp en bild av detta fornminne |
| Gillberga 91:1                | Gravfält                         |              | Gillberga, Värmland |       | 59.352078, 12.809334 | 10213800910001 | Ladda upp en bild av detta fornminne |
| Gillberga 92:1                | Hög                              |              | Gillberga, Värmland |       | 59.358080, 12.816133 | 10213800920001 | Ladda upp en bild av detta fornminne |
| Gillberga 93:1                | Stensättning                     |              | Gillberga, Värmland |       | 59.301732, 12.912522 | 10213800930001 | Ladda upp en bild av detta fornminne |
| Gillberga 99:1                | Stensättning                     |              | Gillberga, Värmland |       | 59.405893, 12.837978 | 10213800990001 | Ladda upp en bild av detta fornminne |
| Gillberga 127:1               | Stensättning                     |              | Gillberga, Värmland |       | 59.332670, 12.846696 | 10213801270001 | Ladda upp en bild av detta fornminne |
| Gillberga 186:1               | Röse                             |              | Gillberga, Värmland |       | 59.399201, 12.836124 | 10213801860001 | Ladda upp en bild av detta fornminne |
| Gillberga 205:1               | Stensättning                     |              | Gillberga, Värmland |       | 59.269689, 12.776910 | 10213802050001 | Ladda upp en bild av detta fornminne |
| Gillberga 219:1               | Hög                              |              | Gillberga, Värmland |       | 59.336678, 12.747475 | 10213802190001 | Ladda upp en bild av detta fornminne |
| Gillberga 221:1               | Hög                              |              | Gillberga, Värmland |       | 59.334242, 12.728968 | 10213802210001 | Ladda upp en bild av detta fornminne |
| Gillberga 221:2               | Hög                              |              | Gillberga, Värmland |       | 59.334248, 12.729267 | 10213802210002 | Ladda upp en bild av detta fornminne |
| Gillberga 221:3               | Hög                              |              | Gillberga, Värmland |       | 59.334418, 12.730013 | 10213802210003 | Ladda upp en bild av detta fornminne |
| Gillberga 221:4               | Hög                              |              | Gillberga, Värmland |       | 59.334438, 12.729337 | 10213802210004 | Ladda upp en bild av detta fornminne |
| Gillberga 272:1               | Gravfält                         |              | Gillberga, Värmland |       | 59.320996, 12.780971 | 10213802720001 | Ladda upp en bild av detta fornminne |
| Gillberga 274:1               | Stensättning                     |              | Gillberga, Värmland |       | 59.262411, 12.776824 | 10213802740001 | Ladda upp en bild av detta fornminne |
| Gillberga 276:1               | Röse                             |              | Gillberga, Värmland |       | 59.348808, 12.801820 | 10213802760001 | Ladda upp en bild av detta fornminne |
| Gillberga 277:1               | Gravfält                         |              | Gillberga, Värmland |       | 59.297537, 12.760586 | 10213802770001 | Ladda upp en bild av detta fornminne |
| Gillberga 278:1               | Stensättning                     |              | Gillberga, Värmland |       | 59.337349, 12.808998 | 10213802780001 | Ladda upp en bild av detta fornminne |
| Gillberga 279:1               | Hög                              |              | Gillberga, Värmland |       | 59.350417, 12.784488 | 10213802790001 | Ladda upp en bild av detta fornminne |
| Gillberga 279:2               | Hög                              |              | Gillberga, Värmland |       | 59.350436, 12.784853 | 10213802790002 | Ladda upp en bild av detta fornminne |
| Gillberga 285:1               | Hög                              |              | Gillberga, Värmland |       | 59.330572, 12.734491 | 10213802850001 | Ladda upp en bild av detta fornminne |
| Gillberga 285:2               | Stenkrets                        |              | Gillberga, Värmland |       | 59.330329, 12.734127 | 10213802850002 | Ladda upp en bild av detta fornminne |
| Gillberga 286:1               | Stensättning                     |              | Gillberga, Värmland |       | 59.330524, 12.735714 | 10213802860001 | Ladda upp en bild av detta fornminne |
| Gillberga 287:1               | Stensättning                     |              | Gillberga, Värmland |       | 59.331577, 12.735100 | 10213802870001 | Ladda upp en bild av detta fornminne |
| Gillberga 287:2               | Stensättning                     |              | Gillberga, Värmland |       | 59.331737, 12.735368 | 10213802870002 | Ladda upp en bild av detta fornminne |
| Gillberga 300                 | Stensättning                     |              | Gillberga, Värmland |       | 59.283591, 12.780347 | 12000000082627 | Ladda upp en bild av detta fornminne |